# Ekstraliga polska w rugby union (2023/2024)
Ekstraliga polska w rugby union (2023/2024) – sześćdziesiąty ósmy sezon najwyższej klasy rozgrywek ligowych rugby union drużyn piętnastoosobowych mężczyzn w Polsce, rozgrywany jesienią 2023 i wiosną 2024. Organizatorem rozgrywek był Polski Związek Rugby. Tytułu mistrza Polski broniła drużyna Budo 2011 Aleksandrów Łódzki, która jednak w połowie sezonu wycofała się z rozgrywek. Mistrzem Polski została po raz drugi w historii drużyna Orlen Orkan Sochaczew, która w finale pokonała Ogniwo Sopot. Trzecie miejsce zajęła Pogoń Awenta Siedlce.

## System rozgrywek
Rozgrywki zaplanowano w systemie jesień – zima i podzielono na dwie fazy: zasadniczą i finałową. 
W fazie zasadniczej wszystkie drużyny ligi rozgrywały mecze systemem każdy z każdym, mecz i rewanż (runda jesienna i runda wiosenna). Za zwycięstwo drużyna otrzymywała 4 punkty, za remis 2 punkty, a za porażkę 0 punktów. Ponadto może w każdym meczu otrzymać 1 punkt bonusowy – za zwycięstwo ze zdobyciem co najmniej 3 przyłożeń więcej od przeciwnika lub za porażkę nie więcej niż siedmioma punktami (warunkiem przyznania punktu bonusowego jest dodatkowo obecność w protokole meczowym 23 zawodników). Walkower oznaczał wynik 25:0 oraz przyznanie zwycięskiej drużynie 5 punktów, a przegranej odjęcie 1 punktu. W przypadku równej ilości dużych punktów w tabeli ligowej, o klasyfikacji miały decydować kolejno: bilans bezpośrednich spotkań (mała tabela, uwzględniająca również punkty bonusowe), korzystniejszy bilans małych punktów, większa liczba zdobytych małych punktów, mniejsza liczba wykluczeń definitywnych, mniejsza liczba wykluczeń czasowych, wyższa lokata w poprzednim sezonie, losowanie.
W fazie finałowej zaplanowano dwa spotkania: drużyny sklasyfikowane na pierwszym i drugim miejscu tabeli fazy zasadniczej spotkały się w meczu finałowym, którego stawką było mistrzostwo Polski, a drużyny z trzeciego i czwartego miejsca – w meczu o trzecie miejsce. Gospodarzami tych spotkań były w obu przypadkach drużyny sklasyfikowane na wyższych miejscach w tabeli ligowej (czyli odpowiednio drużyny z pierwszego i trzeciego miejsca). Ostatnia drużyna Ekstraligi miała rozegrać mecz barażowy o prawo do gry w Ekstralidze w kolejnym sezonie ze zwycięzcą I ligi. Gospodarzem tego spotkania miała być drużyna, która wygrała I ligę. W przypadku remisu w tych spotkaniach o zwycięstwie miała decydować 20-minutowa dogrywka, a następnie konkurs kopów na bramkę. 
W składzie drużyny wpisanym do protokołu zawodów każda drużyna mogła umieścić maksymalnie 5 zawodników, którzy nie mają statusu Polaka w rozumieniu przepisów Polskiego Związku Rugby. Ponadto w składzie drużyny wpisanym do protokołu zawodów musiało znaleźć się co najmniej trzech zawodników urodzonych w 1999 lub młodszych, w tym co najmniej dwóch urodzonych w 2001 lub młodszych – za niezrealizowanie tego wymogu przewidziano odjęcie 1 punktu w tabeli rozgrywek w przypadku pierwszego naruszenia i 2 punktów w przypadku każdego kolejnego.

## Uczestnicy rozgrywek
Do rozgrywek zakwalifikowano 9 drużyn:
| Drużyna                      | Lokata w poprzednim sezonie Ekstraligi |
| ---------------------------- | -------------------------------------- |
| Budo 2011 Aleksandrów Łódzki | 1                                      |
| Ogniwo Sopot                 | 2                                      |
| Orkan Sochaczew              | 3                                      |
| Edach Budowlani Lublin       | 4                                      |
| Lechia Gdańsk                | 5                                      |
| Juvenia Kraków               | 6                                      |
| Arka Gdynia                  | 7                                      |
| Pogoń Awenta Siedlce         | 8                                      |
| Budowlani Commercecon Łódź   | 1 w I lidze                            |

## Faza zasadnicza
Start rozgrywek zaplanowano na 12 sierpnia 2023. W gronie uczestników znalazło się dziewięć drużyn – było to wynikiem rezygnacji ze startu mimo utrzymania się w Ekstralidze drużyny Posnanii. W systemie rozgrywek wprowadzono zmiany w porównaniu do dotychczasowych rozgrywek – zmieniono system przyznawania punktów bonusowych (bonus ofensywny, dotąd przyznawany za 4 przyłożenia w meczu, miał być przyznawany za zwycięstwo z przynajmniej 3 przyłożeniami więcej od przeciwnika; ponadto uzależniono przyznanie punktu bonusowego od obecności w składzie 23 zawodników w danym meczu) oraz zwiększono sankcje za niespełnienie reguł dotyczących wystawiania młodzieżowców w drużynie (odjęcie 1 punktu w tabeli w pierwszym takim przypadku i 2 punktów w każdym kolejnym).
Po rundzie jesiennej nieoczekiwanym liderem ligi była Juvenia Kraków, która przed sezonem nie była stawiana w gronie faworytów, natomiast zebrała komplet zwycięstw. Drugie miejsce zajmowało Ogniwo Sopot, a trzecie Orkan Sochaczew. Kłopoty miała drużyna broniąca tytułu mistrzowskiego, Budo 2011 Aleksandrów Łódzki, która przegrała sześć pierwszych meczów sezonu i po rundzie jesiennej zajmowała przedostatnią pozycję. Ostatecznie do rundy wiosennej w ogóle nie przystąpiła i wycofała się z rozgrywek – w przerwie zimowej straciła trenera, głównego sponsora i wielu zawodników.
W rundzie wiosennej swoją przewagę nad resztą stawki roztrwoniła Juvenia Kraków, która skończyła fazę zasadniczą na trzecim miejscu. Do finału awansowały Ogniwo Sopot i Orlen Orkan Sochaczew, a rywalem krakowian w meczu o brąz została Pogoń Siedlce, która w toku sezonu wzmocniła się zawodnikami dawnej Skry Warszawa i zanotowała świetną rundę wiosenną.
Wyniki spotkań:
|                                 | Budo 2011 Aleksandrów Łódzki | Ogniwo Sopot | Orlen Orkan Sochaczew | Edach Budowlani Lublin | Drew Pal 2 Lechia Gdańsk | Juvenia Kraków | Life Style Catering Arka Gdynia | Pogoń Awenta Siedlce | Budowlani WizjaMed Łódź |
| Budo 2011 Aleksandrów Łódzki    | –                            | 15:25        | 0:25 (wo.)            | 7:30                   | 0:25 (wo.)               | 18:33          | 0:25 (wo.)                      | 26:14                | 0:25 (wo.)              |
| Ogniwo Sopot                    | 54:19                        | –            | 21:15                 | 38:21                  | 44:17                    | 24:8           | 52:19                           | 16:22                | 79:21                   |
| Orlen Orkan Sochaczew           | 32:10                        | 34:21        | –                     | 38:26                  | 61:0                     | 19:22          | 57:37                           | 47:26                | 42:5                    |
| Edach Budowlani Lublin          | 25:0 (wo.)                   | 38:29        | 10:28                 | –                      | 32:19                    | 20:14          | 28:21                           | 7:38                 | 42:7                    |
| Drew Pal 2 Lechia Gdańsk        | 69:17                        | 12:36        | 20:24                 | 17:29                  | –                        | 14:35          | 27:10                           | 23:22                | 13:23                   |
| Juvenia Kraków                  | 25:0 (wo.)                   | 39:0         | 10:41                 | 21:5                   | 36:27                    | –              | 54:26                           | 17:21                | 90:8                    |
| Life Style Catering Arka Gdynia | 30:11                        | 29:37        | 24:38                 | 22:29                  | 31:21                    | 34:26          | –                               | 14:38                | 55:0                    |
| Pogoń Awenta Siedlce            | 25:0 (wo.)                   | 0:25 (wo.)   | 22:19                 | 41:13                  | 25:23                    | 10:32          | 42:6                            | –                    | 71:0                    |
| Budowlani WizjaMed Łódź         | 0:44                         | 0:45         | 7:85                  | 8:31                   | 12:48                    | 23:42          | 0:102                           | 12:51                | –                       |

Tabela:
| Pozycja | Drużyna                         | Mecze | Wygrane | Remisy | Porażki | Bilans punktów | Punkty bonusowe | Punkty razem |
| ------- | ------------------------------- | ----- | ------- | ------ | ------- | -------------- | --------------- | ------------ |
| 1.      | Orlen Orkan Sochaczew           | 16    | 13      | 0      | 3       | 605:261        | 13              | 65           |
| 2.      | Ogniwo Sopot                    | 16    | 12      | 0      | 4       | 546:322        | 10              | 58           |
| 3.      | Juvenia Kraków                  | 16    | 11      | 0      | 5       | 504:290        | 9               | 53           |
| 4.      | Pogoń Awenta Siedlce            | 16    | 11      | 0      | 5       | 470:280        | 4               | 48           |
| 5.      | Edach Budowlani Lublin          | 16    | 10      | 0      | 6       | 389:348        | 4               | 44           |
| 6.      | Life Style Catering Arka Gdynia | 16    | 6       | 0      | 10      | 485:460        | 6               | 30           |
| 7.      | Drew Pal 2 Lechia Gdańsk        | 16    | 5       | 0      | 11      | 375:437        | 5               | 25           |
| 8.      | Budowlani WizjaMed Łódź         | 16    | 2       | 0      | 14      | 151:842        | 1               | 9            |
| 9.      | Budo 2011 Aleksandrów Łódzki    | 16    | 2       | 0      | 14      | 167:462        | 1               | –52          |

Uwagi:
- W meczu Pogoni Awenty Siedlce z Ogniwem Sopot na boisku padł wynik 18:27. Został zweryfikowany jako walkower na korzyść drużyny z Sopotu.
- Mecze rundy wiosennej Budo 2011 Aleksandrów Łódzki zostały zweryfikowane jako walkowery na korzyść drużyn przeciwnych.

## Faza finałowa

### Mecz o trzecie miejsce
Wynik meczu o trzecie miejsce:
| 2 czerwca 202415:00 | Juvenia Kraków                                    | 10:30(3:6) | Pogoń Awenta Siedlce                                                                                 | Stadion Juvenii, Kraków Sędzia: Dominik Jastrzębski |
| 2 czerwca 202415:00 | Riaan van Zyl 5 (pd K), Mateusz Polakiewicz 5 (P) | 10:30(3:6) | Daniel Gdula 15 (3pd 3K), Martin Mangogo 5 (P), Siokivaha Halaifuana 5 (P), Witalij Kramarenko 5 (P) | Stadion Juvenii, Kraków Sędzia: Dominik Jastrzębski |
| 2 czerwca 202415:00 | Maciej Dorywalski                                 | 10:30(3:6) | Jędrzej Nowicki · Patelo Pouhila                                                                     | Stadion Juvenii, Kraków Sędzia: Dominik Jastrzębski |

### Finał
Mecz finałowy był zaciętym spotkaniem, w którym gospodarze wypracowali sobie przewagę 19:6, ale w końcówce goście odrabiali straty i niewiele im brakło do sukcesu.
Wynik finału:
| 1 czerwca 202412:00 | Orlen Orkan Sochaczew                                                     | 22:18(12:6) | Ogniwo Sopot                                                                | Stadion Orkana, Sochaczew Sędzia: Adrian Pawlik |
| 1 czerwca 202412:00 | Pieter Steenkamp 12 (P 2pd K), Mateusz Pawłowski 5 (P), Michał Kępa 5 (P) | 22:18(12:6) | Wojciech Piotrowicz 8 (pd 2K), Piotr Zeszutek 5 (P), Dmytro Mokrecow 5 (P), | Stadion Orkana, Sochaczew Sędzia: Adrian Pawlik |
| 1 czerwca 202412:00 | Kacper Wróbel (2) · Kacper Wróbel                                         | 22:18(12:6) |                                                                             | Stadion Orkana, Sochaczew Sędzia: Adrian Pawlik |

## Klasyfikacja końcowa
Klasyfikacja końcowa:
| Pozycja | Drużyna                         |
| ------- | ------------------------------- |
| 1.      | Orlen Orkan Sochaczew           |
| 2.      | Ogniwo Sopot                    |
| 3.      | Pogoń Awenta Siedlce            |
| 4.      | Juvenia Kraków                  |
| 5.      | Edach Budowlani Lublin          |
| 6.      | Life Style Catering Arka Gdynia |
| 7.      | Drew Pal 2 Lechia Gdańsk        |
| 8.      | Budowlani WizjaMed Łódź         |
| 9.      | Budo 2011 Aleksandrów Łódzki    |

## Statystyki
Najskuteczniejszym graczem Ekstraligi został Pieter Steenkamp z Orlen Orkana Sochaczew z dorobkiem 186 punktów.

## I liga i II liga
Oprócz Ekstraligi rozgrywki prowadzone były na dwóch niższych poziomach ligowych: w I i II lidze. W I lidze uczestniczyło osiem drużyn: beniaminkiem na tym poziomie było Rugby Wrocław. W II lidze brało udział sześć drużyn. 
W obu ligach rozgrywki składały się z fazy zasadniczej i finałowej. W fazie zasadniczej drużyny w obu ligach grały każdy z każdym, mecz i rewanż. W I lidze faza play-off składała się z dwóch meczów finałowych – finału z udziałem dwóch najlepszych drużyn fazy zasadniczej oraz meczu o trzecie miejsce z udziałem kolejnych dwóch drużyn. W II lidze faza finałowa była rozgrywana w formacie grupowym z udziałem czterech najlepszych drużyn po fazie zasadniczej. Ostatnia drużyna I ligi miała spaść poziom niżej, a najlepsza II ligi awansować poziom wyżej.
Mistrzem I ligi została drużyna Rugby Białystok, która w finale rozgrywek pokonała Spartę Jarocin. Ze względu na wcześniejsze wycofanie Budo 2011 Aleksandrów Łódzki białostocczanie awansowali do Ekstraligi bez konieczności rozgrywania barażu. Mistrzem II ligi została Wataha Zielona Góra.
Końcowa klasyfikacja I i II ligi:
| I liga               | II liga                       |
| -------------------- | ----------------------------- |
| 1. Rugby Białystok   | 1. Wataha Zielona Góra        |
| 2. Posnania Poznań   | 2. Koma RT Olsztyn            |
| 3. Sparta Jarocin    | 3. AWP Budowlani II Lublin    |
| 4. Legia Warszawa    | 4. Budowlani WizjaMed II Łódź |
| 5. AZS AWF Warszawa  | 5. Rugby Ruda Śląska          |
| 6. Hegemon Mysłowice | 6. Miedziowi Lubin            |
| 7. Arka Rumia        |                               |
| 8. Rugby Wrocław     |                               |

## Rozgrywki młodzieżowe
W zakończonych w 2024 rozgrywkach w kategoriach młodzieżowych mistrzostwo Polski wśród juniorów (U18) zdobył Orlen Orkan Sochaczew, a wśród kadetów (U16) Ogniwo Sopot.